# Cymodocea
Cymodocea K.D.Koenig  è un genere di piante acquatiche della famiglia Cymodoceaceae.

## Tassonomia
Comprende le seguenti specie:
- Cymodocea angustata Ostenf.
- Cymodocea nodosa (Ucria) Asch.
- Cymodocea rotundata Asch. & Schweinf.